# Peskó Zoltán (orgonaművész)
Peskó Zoltán (eredeti neve: Peschko Zoltán) (Zsolna, 1903. augusztus 24. – Budapest, 1967. április 17.) orgonaművész, zeneszerző, pedagógus. Fiai, Peskó Zoltán (1937–2020) zeneszerző, karmester és Peskó György (1933–2002) orgonaművész.

## Életpályája
1921–1927 között a Zeneművészeti Főiskola hallgatója volt, ahol Antalffy-Zsiross Dezsőnél, Zalánfy Aladárnál, Siklós Albertnél és Thoma Józsefnél tanult. Közben a középiskolai énektanári tanszakot is elvégezte. 1927–1929 között a soproni tanítóképzőben oktatott. Ezután a budapesti Fasori evangélikus templomban orgonista és az evangélikus gimnázium énektanára volt. 1938–1939 között Németországban Fritz Heitmannál, Fritz Jöde-nél és Reimannál képezte tovább magát. Hazatérése után újjászervezte a fasori gimnáziumnak a Lipcsei Thomanerchor mintájára épülő dal- és zeneegyesületét; Ádám Jenővel létrehozta a Protestáns Énekkart. 1958–1963 között a Bartók Béla Zeneművészeti Szakiskola orgonatanára volt. 1963-ban nyugdíjba vonult.
Sokoldalú ember volt. Orgonaművészként a német barokk zene (Pachelbel, Bach) és az új magyar orgonamuzsika (Major Ervin, Gárdonyi Zoltán) lelkes propagálója.
Sírja az Óbudai temetőben található (20-277).

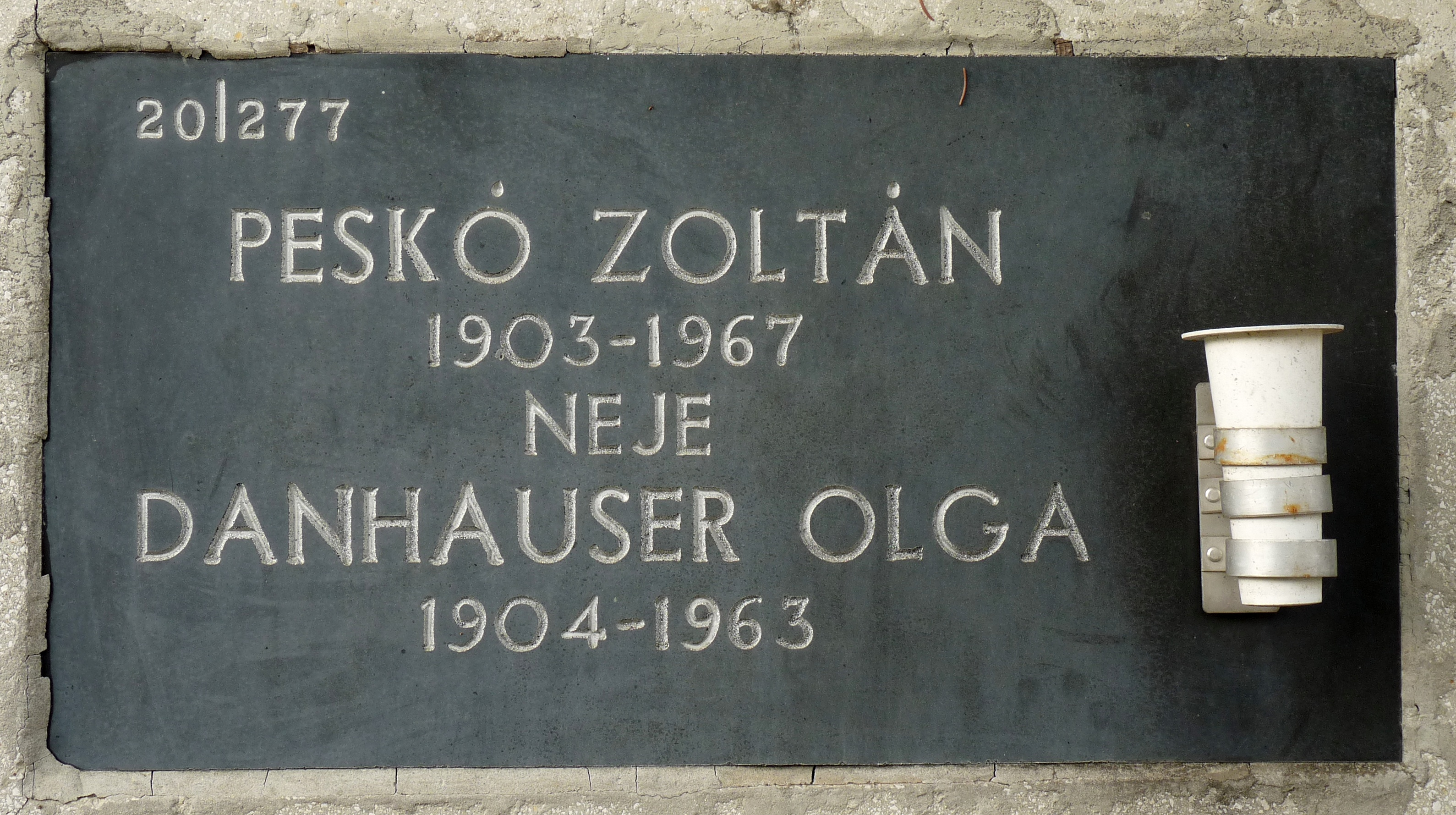
Peskó Zoltán (1903–1967) orgonaművész, zeneszerző, pedagógus és felesége síremléke az Óbudai temetőben (20-277).

## Művei
- A helyes orgonaépítés elvei (Budapest, 1939)
- A magyar protestáns egyházi zene múltja és jelene (Budapest, 1941)
- A Magyar Muzsika hőskora és jelene (Budapest, 1944)
- Evangélikus templomok (Budapest, 1944)